# 东方书报亭
上海东方书报刊服务有限公司是上海市邮政局控股的书报刊连锁经营企业，负责经营管理分布在上海市城乡近2000个东方书报亭的书报刊销售等业务。

## 歷史
1990年代末，上海街头一些报刊亭，外形简陋，有的还属违章建筑。上海市领导決定建立标准化书报亭，拓宽再就业渠道。上海市人民政府將东方书报亭列為1998年4050工程项目的一部分。1998年3月，上海成立了书报亭实事工程领导小组。1998年11月28日，由上海市邮政局出资60%，上海文汇新民联合报业集团出资20%，解放日报社和上海新闻出版局各出资10%的上海东方书报刊服务有限公司成立。
首批1012個东方书报亭1999年1月1日正式对外营业。2000年4月10日，东方书报亭开办代收费业务。2001年12月，中国共产党中央委员会宣传部、中央文明办、新闻出版总署和国家邮政局等4部门联合召开上海东方书报亭建设经验交流会，支持东方书报亭模式向全国推广。2004年，东方书报亭被中華人民共和國文化部和法国文化部共同选定参加中法互办文化年活动，在法国和欧盟十五国巡展。截至2010年，上海拥有东方书报亭2120家。
由于网络媒体的冲击，大众对纸媒的需求度降低。上海东方书报亭营业状况不好，遍布大街小巷的书报亭面临拆除、关停、闲置。而仍在营业的书报亭，有的早已不售卖报纸，经营着售卖小吃、饮料等副业。书报亭也因占道挡路、贩卖兜售等行为，影响了市容市貌。东方书报亭的员工的福利待遇不佳，工资低，沒有五险一金。這些員工大部分是下岗工人再培训后的再就业。2018年4月15日，最后一家东方书报亭在淮海路被拆除。而截至2025年1月，有媒體指出仍在周浦的康沈路与年家浜路路口營業的一家書報亭才是最後一家东方书报亭。